# Platycerus sepultus
Platycerus sepultus is een keversoort uit de familie vliegende herten (Lucanidae). De wetenschappelijke naam van de soort is voor het eerst geldig gepubliceerd in 1837 door Germar.